# Stelestylis anomala
Stelestylis anomala är en enhjärtbladig växtart som beskrevs av Gunnar Wilhelm Harling. Stelestylis anomala ingår i släktet Stelestylis och familjen Cyclanthaceae. Inga underarter finns listade.